# Monumento a los defensores de la frontera
El Monumento a los defensores de la frontera es un conjunto escultórico conmemorativo ubicado en el Campo de Marte de Lima, Perú. Su autor fue el escultor peruano Artemio Ocaña. Fue erigido entre 1944 y 1945 en honor a los caídos durante la Guerra peruano-ecuatoriana de 1941.

## Historia
Una vez finalizada la guerra, el gobierno del presidente Manuel Prado Ugarteche, deseoso de gestionar la victoria peruana, inició un programa propagandístico que incluía la erección de un monumento conmemorativo cuya ejecución salió a concurso público. El ganador fue Artemio Ocaña, en ese entonces profesor de la Escuela de Bellas Artes de Lima. Las figuras de bronce fueron elaboradas en la fundición de Bruno Campaiola gracias a una suscripción popular.
El monumento fue inaugurado el 24 de julio de 1945. A pesar de ello no fue finalizado, continuándose su obra durante el gobierno de José Luis Bustamante y Rivero y de Manuel A. Odría, concluyéndose el 24 de junio de 1966, paradójicamente en el segundo periodo de Prado Ugarteche, coincidiendo con las Bodas de Plata de la Batalla de Zarumilla.
En junio de 2022, el regidor de la municipalidad metropolitana, Carlo Ángeles, denunció a través de sus redes sociales la desaparición de cuatro puertas de bronce que se encontraban en el interior del monumento.

## Descripción
El monumento esta concebido como un pedestal de granito de cantera de 25 metros de alto desde su base y 28 figuras humanas.
En la parte frontal del monumento sobresale el grupo La Gloria, La Patria y La Victoria, que alberga catorce figuras en acción combativa. Remata el edificio otro grupo escultórico que representa a las tres provincias pretendidas por Ecuador (Tumbes, Jaén y Maynas). En la parte posterior un grupo estatuario en bronce representa la Confraternidad Americana, simbolizado por un apretón de manos entre un joven peruano y otro ecuatoriano, sellando la amistad en ambos pueblos.
En uno de los laterales se halla una figura que representa La Justicia, en otro lateral, El Derecho, que simboliza el derecho internacional mediante el cual se resuelven los problemas fronterizos. Hay estatuas que representan los cauces del Río Marañón y el Río Amazonas.

## Galería

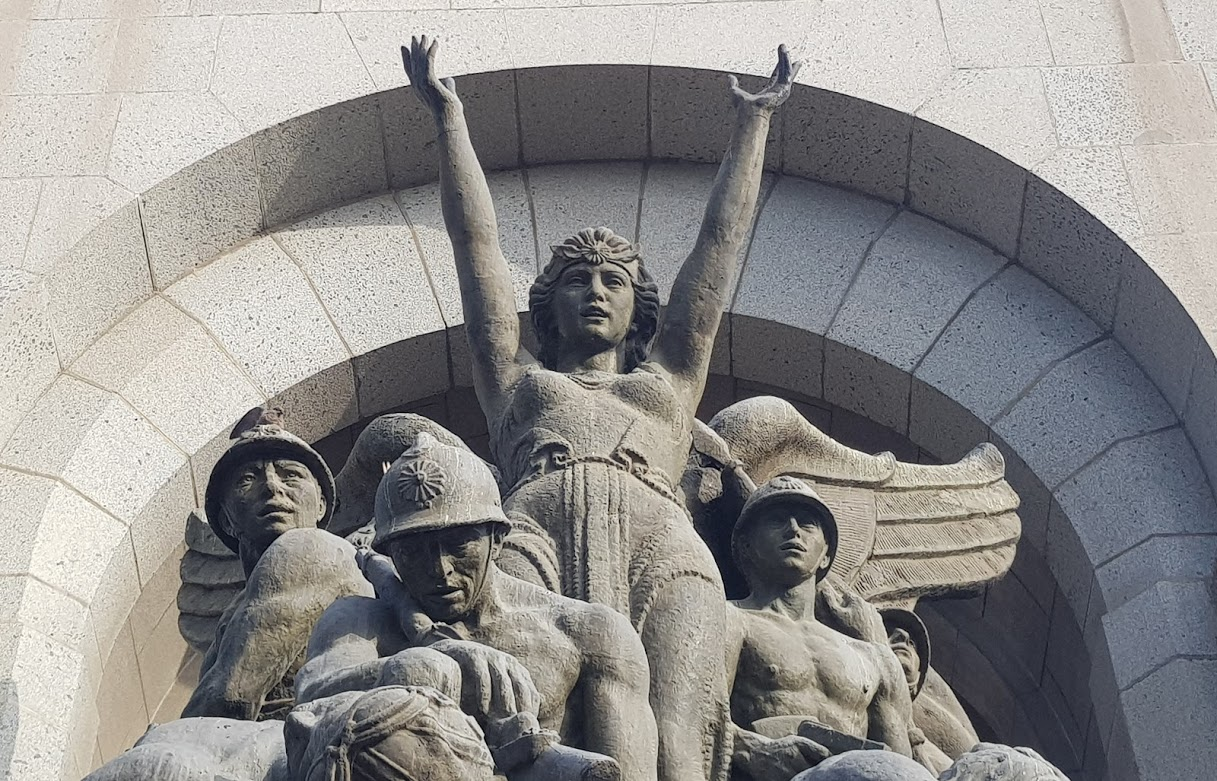
La Victoria
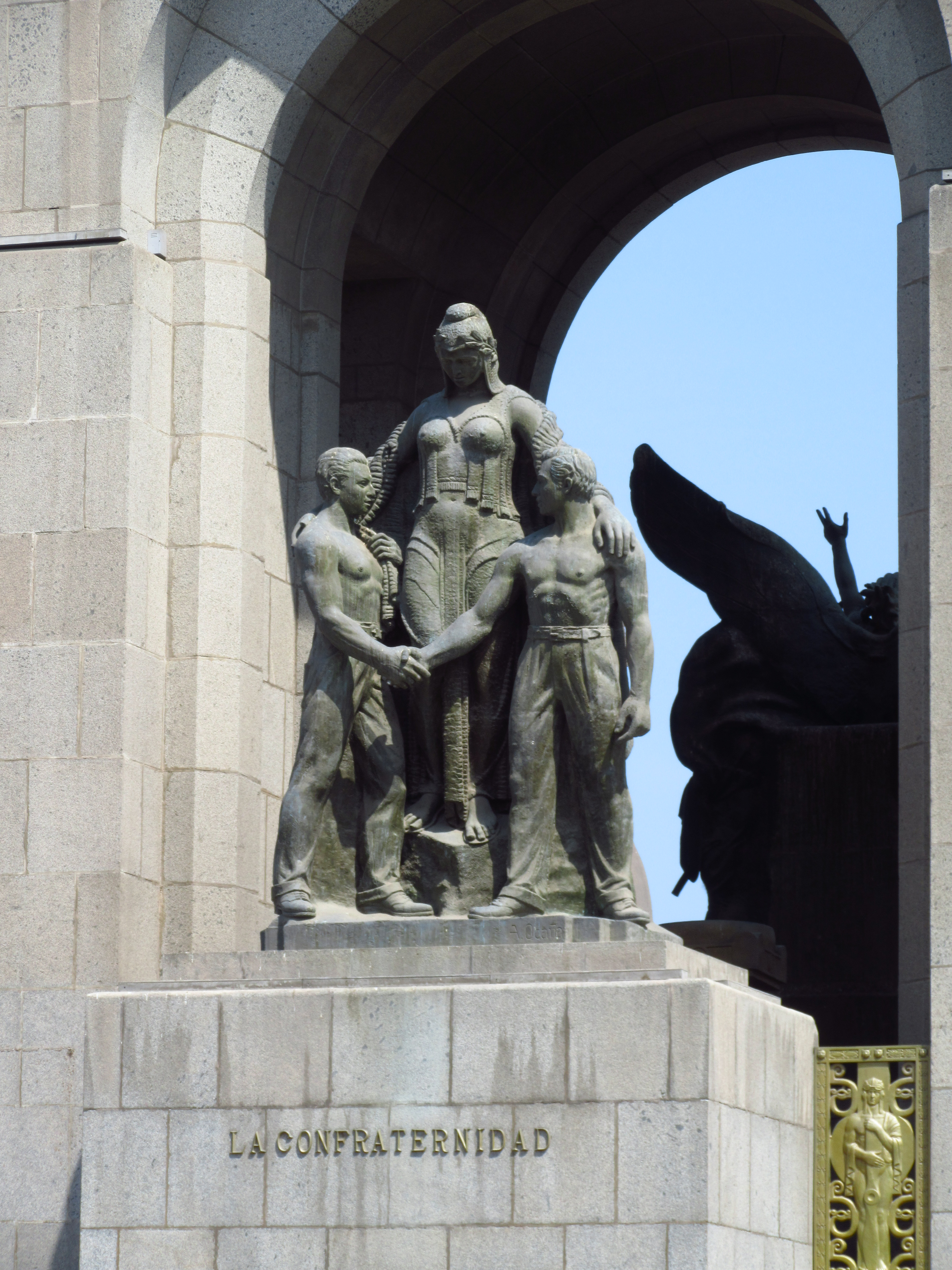
La Confraternidad
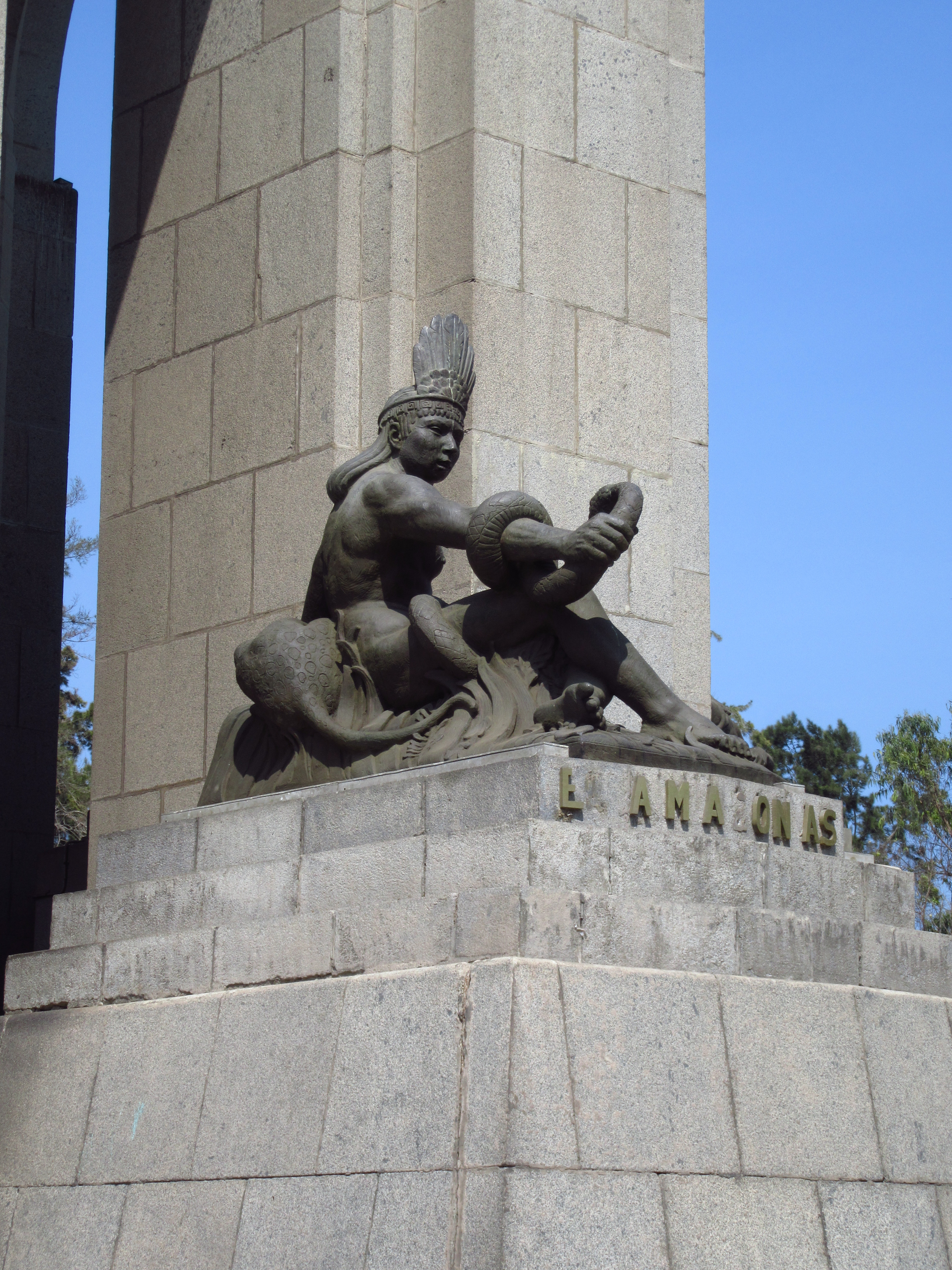
El Amazonas
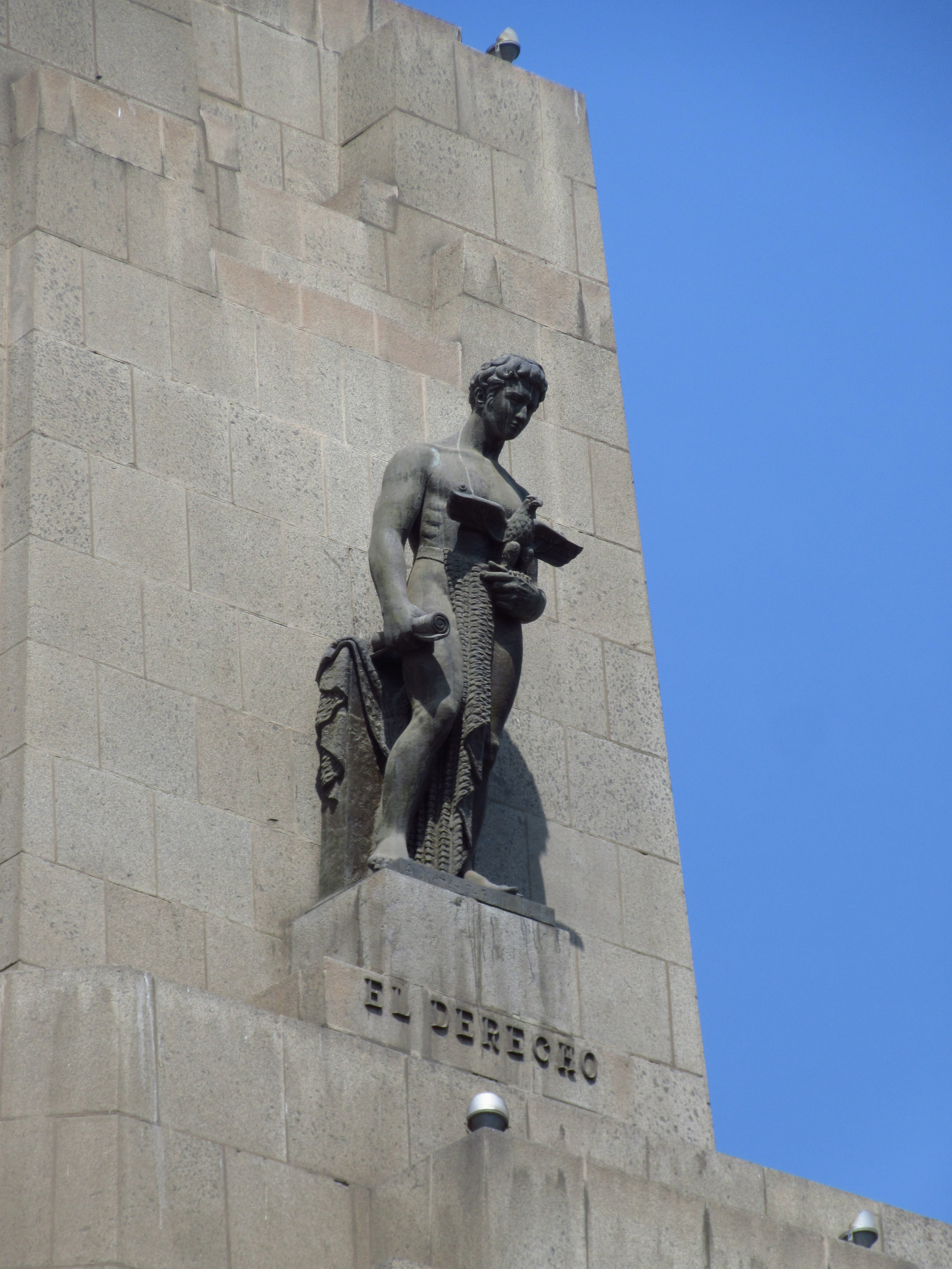
El Derecho
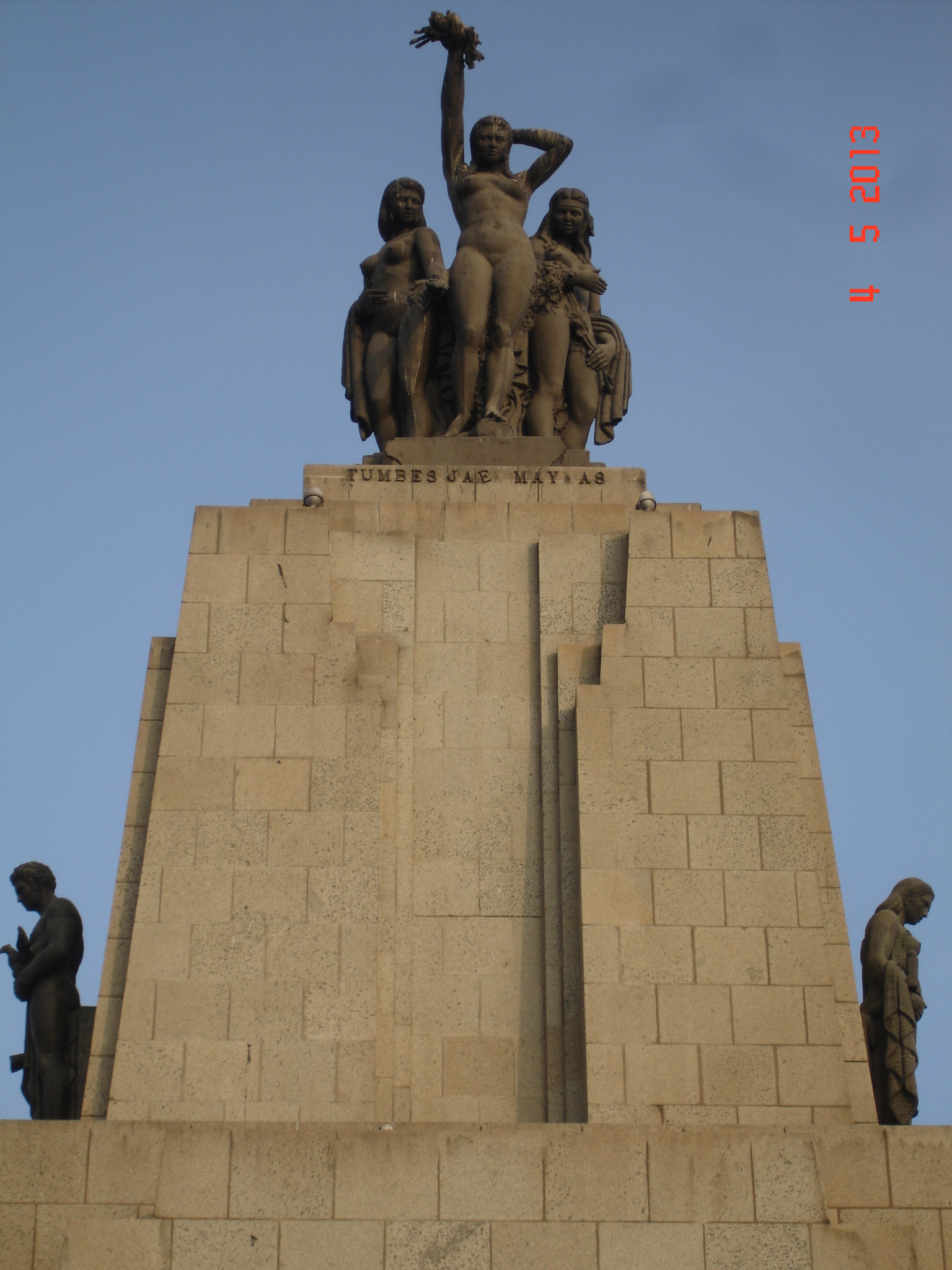
Tumbes, Jaén y Maynas